# Amerika viking felfedezése
Amerika viking felfedezése a 10. században kezdődött, amikor az északi (viking) hajósok felfedezték és gyarmatosították az Atlanti-óceán északnyugati partvidéket, köztük Észak-Amerika északkeleti részét.
Amíg a vikingek grönlandi tartózkodása 500 évig tartott, addig az észak-amerikai telepek kicsik voltak és nem alakultak át tartós településekké. Bár a viking hajósok számtalan alkalommal megfordultak az amerikai partvidéken, nem telepedtek le.

## Grönland
A vikingek Izlandról Vörös Erik (kb. 950-1004) vezetésével nyugati irányba, egy nagy szigetre hajóztak tovább. Ez a sziget a "zöld sziget" (Grönland) nevet kapta. A későbbi krónikások számára a Grönland elnevezés gyanúsnak tűnt és Eriket a megtévesztés vádjával illették, hiszen az éghajlat fent északon a 12. században már újra lehűlt. Erik életében azonban még találó lehetett. Amikor az átmeneti meleg periódus  a messzi északon a csúcspontjára ért, Grönland zöld volt és semmi akadálya nem volt itt a gabonatermesztésnek. 
Az izlandi sagák (Íslendingasögur) szerint az Izlandról érkező északi hajósok először a 980-as években érkeztek Grönlandra. Vörös Eriket (Eiríkr rauði) emberölés miatt száműzték Izlandról, száműzetése három évében felfedezte Grönland délnyugati partvidékét. Úgy tervezte, hogy benépesíti a területet, ezért, hogy még több ember érkezzen a területre, egy jól hangzó nevet választott neki, így lett a Zöldföld. Az egyik hosszú fjordot róla nevezték el Eiriksfjord-nak. Ez annál a helynél található, ahol megalapította Brattahlíð telepét.

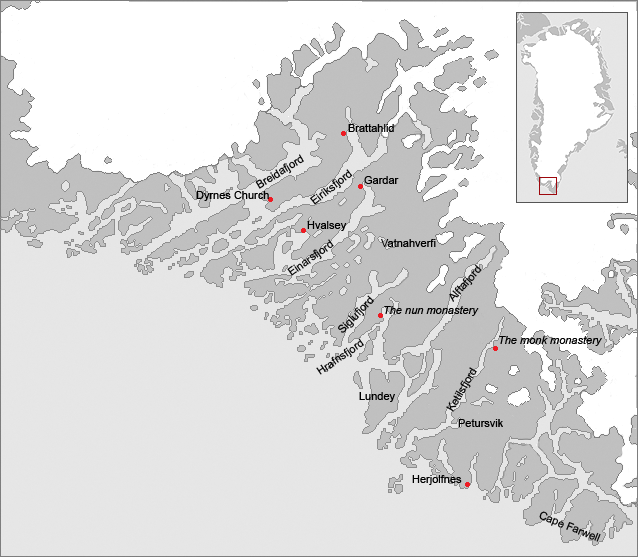
A Keleti Település

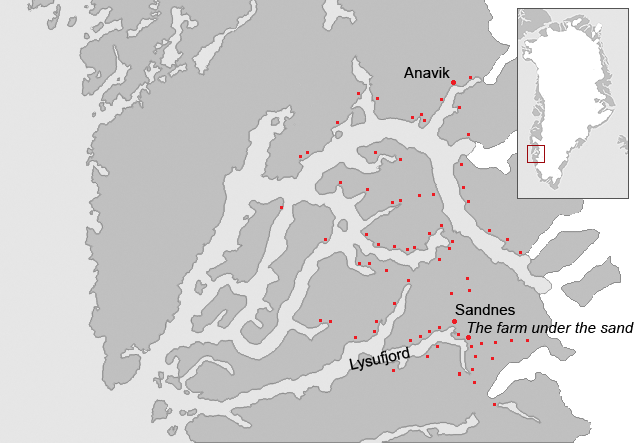
A Nyugati Település

Fénykorában Grönlandon két település létezett, a Keleti Település (Eystribyggð) és a Nyugati Település (Vestribyggð). Összesen 3-5000 ember élt ott. Eddig mintegy 400 farmot tártak fel a régészek. Grönlandnak annak idején már érseksége volt Garðarban, ami a korabeli Grönland fővárosa volt. Grönlandról oroszlánfóka-csontot, bálna- és fókaprémet, birkát és jegesmedvéket exportáltak. 1261-ben a lakosok elfogadták a norvég korona fennhatóságát, bár továbbra is a saját törvényeik szerint éltek. 1380-ban a Norvég Királyság perszonálunióra lépett a Dán Királysággal.
A gyarmat a 12. században kezdett el elnéptelenedni. A Nyugati Települést 1350 és 1378 között hagyták el, nem volt többé püspök Garðarban. Egy 1408-as házassági bejegyzésen kívül nincs többé írott forrás Grönland korai életéből. A Keleti Települést a 13. század végén hagyták el, bár pontos dátumot nem ismerünk. Radiokarbon vizsgálat szerint a legkésőbbi dátum 1430 (plusz/mínusz 15 év) lehetett. Néhány elmélet szerint a kis jégkorszak kezdete jelentősen hozzájárult a grönlandi telepek elhagyásához. Valamint a drága grönlandi oroszlánfóka-csontokat az európai piacon felváltotta az olcsóbb afrikai elefántcsont. Bár megszűnt a kapcsolat Grönland és Dánia között, a dánok nem felejtették el ezt a területet.
Nem tudván, hogy maradt-e fenn viking civilizáció Grönlandon – és ha maradt is, attól félvén, hogy az még mindig katolikus, 200 évvel a reformáció után – 1721-ben egy evangélikus misszionáriust, Hand Egedét küldték Grönlandra. Bár ő nem talált európaiakat, Dánia felújította Grönland gyarmatosításának folyamatát.

## Vinland és L’Anse aux Meadows

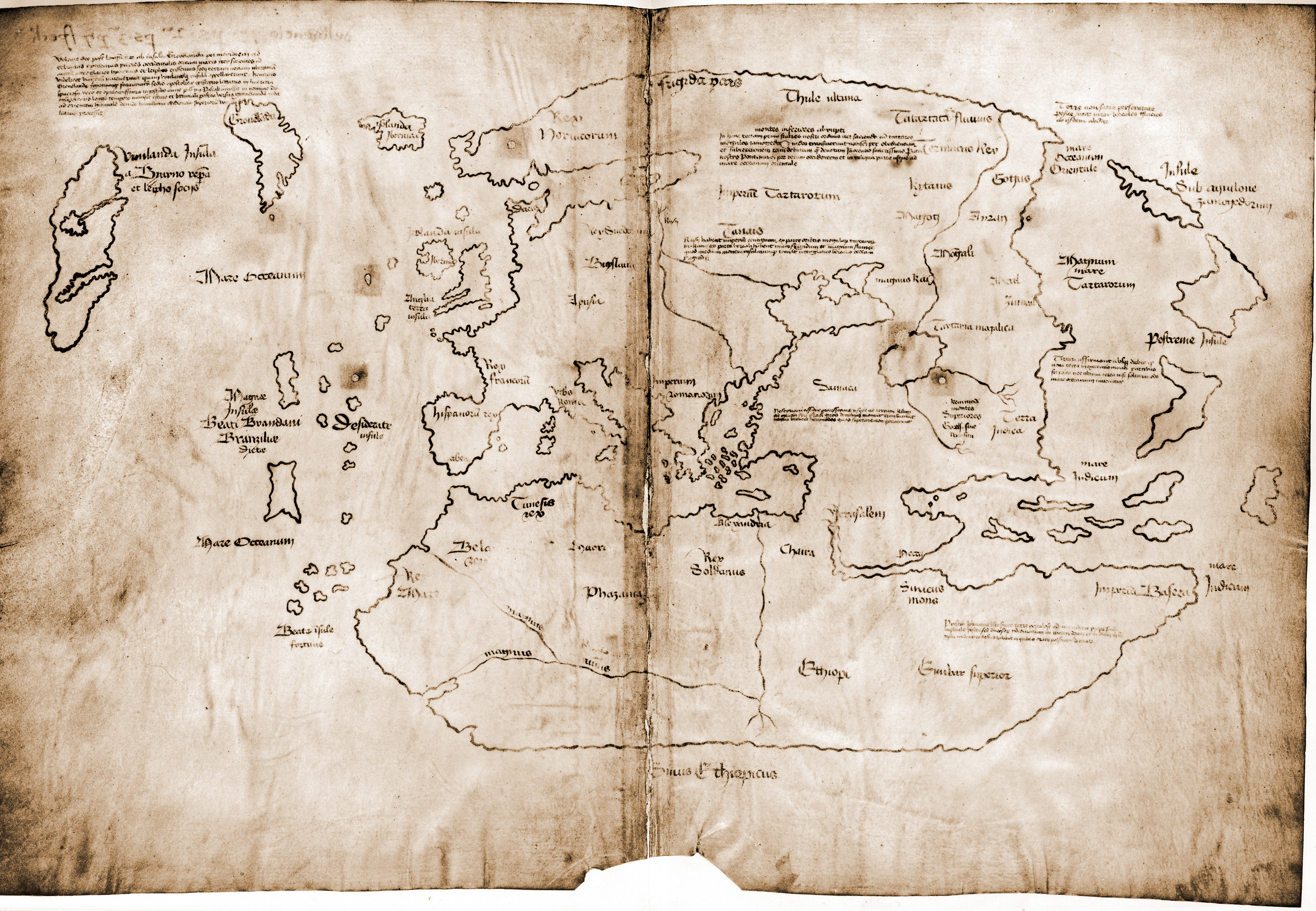
Vinland térképe, egy 13. századi térkép 15. századi másolata, Vinlanddal, Amerika északkeleti részével

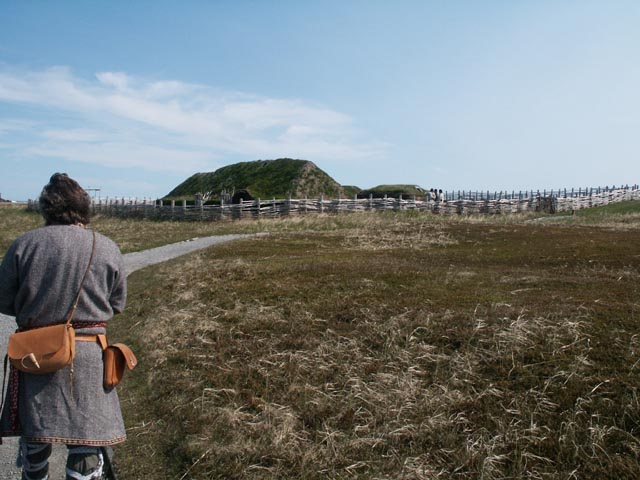
Viking település rekonstrukciója L’Anse aux Meadows-ban

Vörös Erik sagája és a Grönlandi sagák szerint pár évvel Grönland felfedezése után már újabb területeket fedeztek fel Grönlandtól nyugatra. 985-ben, amikor Izlandról hajóztak Grönlandra 4-700 telepessel, 25 hajóval, egy Bjarni Herjólfsson nevű kereskedő hajója leszakadt a csoportról és három napig hajózott nyugat felé, amíg földet nem látott. Bár nem szállt partra, felfedezésének hírét elvitte honfitársainak, akik közül Leif Eriksson 992-ben elindult, hogy felkutassa az ismeretlen földet.
A sagák három területet írnak le a felfedezett földön. Az első Helluland ("lapos kövek földje") volt, a második Markland ("erdőföld") – ami a fában szegényes Grönland után felkelthette a hajósok érdeklődését –, a harmadik Vinland ("szőlőföld"), ami Marklandtól délre volt található.
Vörös Erik mind a négy gyereke (Leif, Thorvald és Thorstein és húguk, Freydis) meglátogatta az amerikai kontinenst, közülük Thorvald ott is halt meg.

### Leif téli szálláshelye

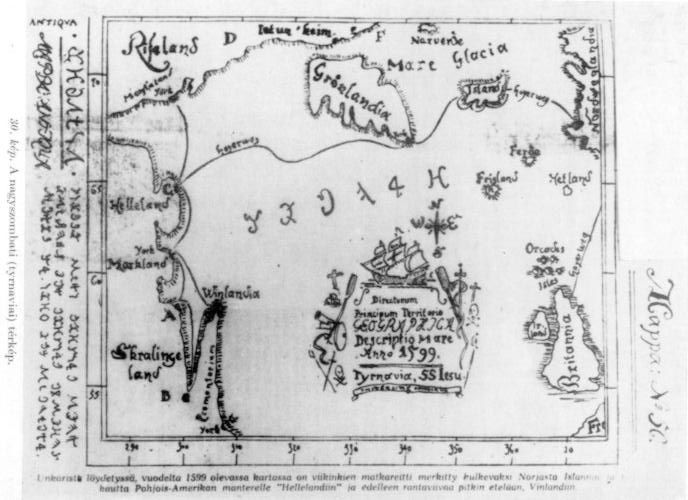
Vinland térképe a Nagyszombati egyetem könyvtárából, 1599-ből, magyar rovásírással ellátva.

Ahogy Bjarni leírta Leifnek az útvonalat, Leif 1800 mérföldet hajózott az Újvilág felé 35 emberrel, ugyanazzal a knarr-hajóval, amivel Bjarni is megtette az utat. Hellulandot lapos és fával – fehér tölggyel – borított területnek írta le. Leif és a többiek is azt akarták, hogy apja, Vörös Erik vezesse az expedíciót, aki azonban egy lovas baleset következtében végül nem mehetett velük.
Leif 1001 telét ott töltötte, valahol a mai Cape Bauld táján, L’Anse aux Meadows-ban, Új-Fundland északi részén. Ott történt, hogy német (egyes források szerint magyar) nevelőjét, Tyrkirt valamilyen bogyó erjedt levétől részegen találták. A Vinland névvel kapcsolatban sokáig vitáztak, hogy borról vagy szőlőről nevezték el. Leif a következő telet is itt töltötte.

### Thorvald utazása
1004-ben Leif testvére, Thorvald Ericson 30 emberrel Új-Fundlandra utazott és Leif táborában töltötte a következő telet. Thorvald megtámadott kilenc helybelit, akik bőrcsónakok alatt aludtak. A kilencedik elmenekült és hamarosan erősítéssel érkezett vissza. Thorvaldot nyíllal ölték meg. Bár később történtek még kisebb összecsapások, a vikingek a következő telet is ott töltötték és csak tavasszal távoztak el onnan. Thorvald másik testvére, Thorstein is elment az Újvilágba, hogy elhozza testvére holttestét, de csak nyáron tartózkodott ott.

### Karlsefni felfedezőútja
1009-ben Thorfinn Karlsefni (Þorfinnr Karlsefni, "Bátor Thorfinn") 160 férfivel és nővel, három hajóval látogatott el az Újvilágba. Egy ott töltött kegyetlen tél után délre hajózott tovább és Straumfjord-ba jutott, később Straumsöy-ba ment tovább. A helybeliekkel békés viszonyt ápoltak, cserekereskedelmet folytattak, szőrméket és mókusprémet cseréltek tejre és vörös ruhára, amit a helybeliek hordtak. Bár csak kisebb összetűzések voltak közöttük, egyszer Karlsefni egyik bikája úgy megijesztette a helybelieket, hogy azok fejvesztve menekültek. Három nappal később erősítéssel együtt jöttek vissza.

## Lásd még
- Viking történelem
- Piri reisz térképe

## Külső hivatkozások
- Kolumbusz előtt 500 évvel amerikai indiánok jártak Európában, Index.hu, 2010. november 19.